# كلارا دنيس
كلارا دنيس هي صحفية كندية، ولدت في 24 نوفمبر 1881، وتوفيت في 26 فبراير 1958.